# Нонге, Люсьен
Люсьен Нонге (фр. Lucien Nonguet, 1869 — 1955) — французский режиссёр, сценарист.

## Биография
Работал в качестве ассистента у Фернана Зекка на киностудии Пате. В 1905 году снял первый фильм посвященный восстанию на броненосце «Потёмкин» под названием «Революция в России. События в Одессе». Ж. Садуль отмечая, что Нонге при создании картины руководит «толпами людей с искусством и уверенностью бывшего руководителя статистов, и эффект, достигаемый им, весьма значителен, хотя и чисто театрален» писал: «Если в сценарии этого 80-метрового фильма есть много общего со знаменитым произведением Эйзенштейна, так это потому, что «Потемкин» 1925 года тоже был инсценированной хроникой событий». Позже работал над созданием феерий вместе с Альбером Капеллани, Сегундо де Шомоном и Гастоном Велем.
Снимал фильмы с Максом Линдером.

## Фильмография
- 1902 — Спящая красавица / La belle au bois dormant (совместно с Фернан Зекка)
- 1903 — Дон Кихот / Don Quichotte
- 1904 — История одной любви / Roman d'amour
- 1905 — Десять жён на одного мужа / Dix femmes pour un mari
- 1905 — Жизнь и страсти Иисуса Христа / La Vie et la passion de Jésus Christ (совместно с Фернан Зекка)
- 1905 — Революция в России. События в Одессе
- 1905 — В чёрной стране / Au pays noir
- 1908 — Дело Дрейфуса / L’affaire Dreyfus
- 1908 — Роман старика / Le roman d’un malheureux